# Motocykl turystyczny

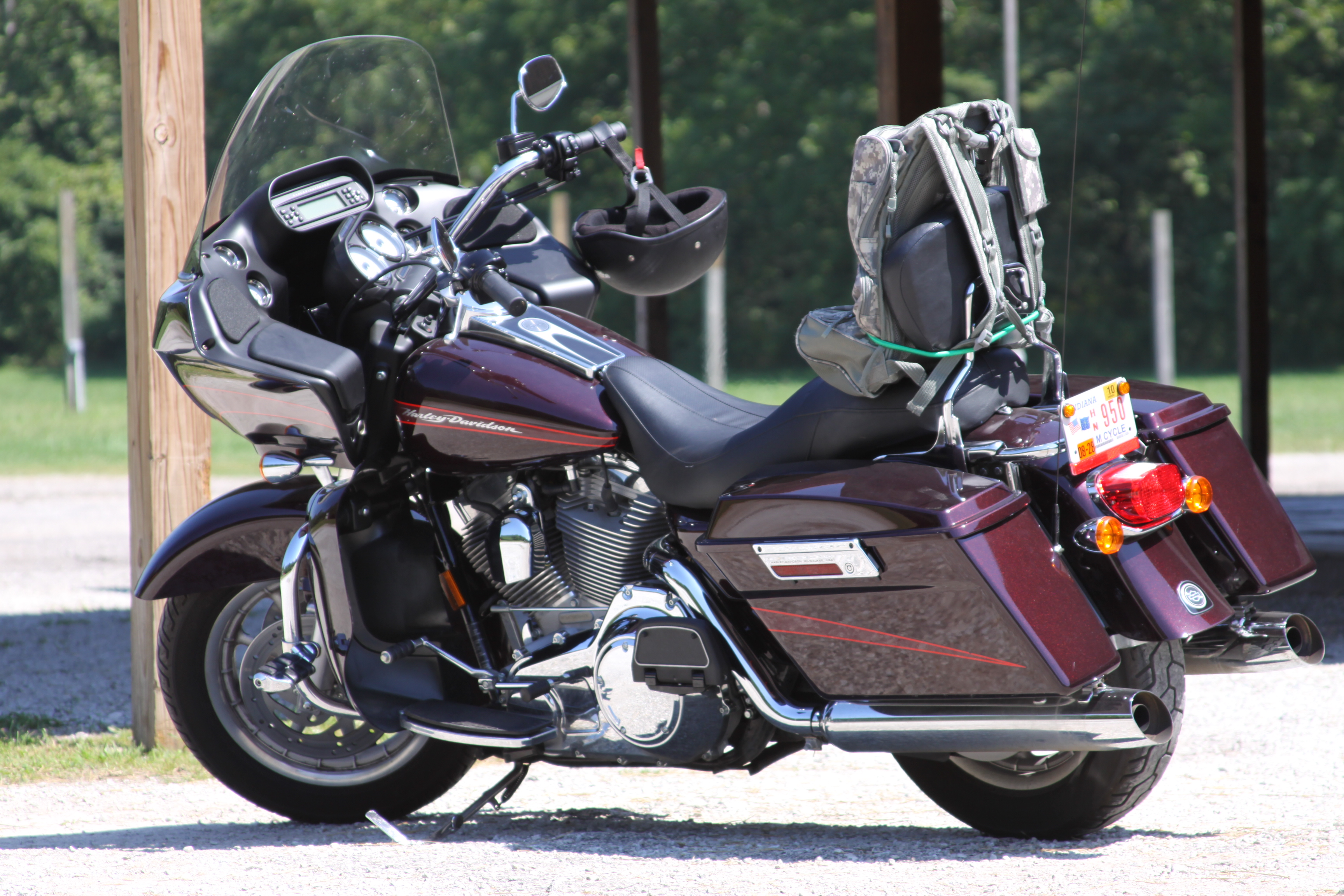
Harley-Davidson Road Glide

Motocykl turystyczny – typ motocykla przeznaczonego do turystyki. Pomimo że prawie każdy motocykl może być wykorzystywany do tego celu, producenci rozwinęli specyficzną linię modeli zaprojektowanych i zaadresowane szczególnie potrzebującym motocykli do tego celu. Motocykle turystyczne zazwyczaj mają wysokie owiewki i przednie szyby oferujące wysoki stopień ochrony przed wiatrem i warunkami pogodowymi. Zbiorniki paliwa o dużych pojemnościach do przebywania długich dystansów pomiędzy tankowaniami i oferujące wygodniejszą, wyprostowaną pozycję niż motocykle sportowe.
Szczególnie w Stanach Zjednoczonych motocykle turystyczne mogą nosić nazwy "bagger", "full bagger", "full dresser", "full dress tourer" lub "dresser". Tymi przydomkami pierwotnie nazywano cruisery z pełnym kompletem sakiew lub kufrów jak Harley-Davidson, ale nazwy te mogą odnosić się do każdego motocykla turystycznego.

## Full-dress tourer

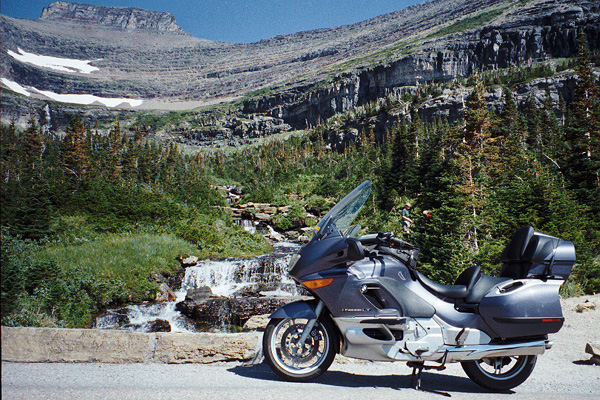
BMW K 1200 LT

Full-dress tourer to motocykle charakteryzujące się ekstremalnie wysokimi owiewkami i sylwetkami porównywalnymi do innych typów motocykli turystycznych. Wytrzymały bagażnik i kufry boczne i tylny są zintegrowane z konstrukcją motocykla zazwyczaj są bardzo wysoko umiejscowione, a pozycja kierowcy jest bardzo komfortowa.
Dodatkowo opcjonalnie full-dress tourery mogą być wyposażone w wyposażenie, które normalnie nie jest oferowane w innych motocyklach jak radio AM/FM z CD-playerem, radio satelitarne, podgrzewane siedzenie oraz manetki, nawigację GPS, customowe przednie szyby, nawiewy powietrza czy poduszki powietrzne. Z drugiej strony pomimo oferowania przez producentów wyposażenia dodatkowego właściciele często sami wyposażają swoje motocykle w dodatkowe akcesoria. Full-dress tourery są projektowane do jazdy po nawierzchniach utwardzonych.
Przykładem powszechnych dzisiejszych full-tourerów są Yamaha Royal Star Venture, Honda Gold Wing, BMW R 1200 RT i BMW K 1600 GT, Victory Vision Tour i Cross Country, Can-Am Spyder RT-series trike czy Harley-Davidson Electra Glide and Indian Roadmaster.

## Adventure tourer

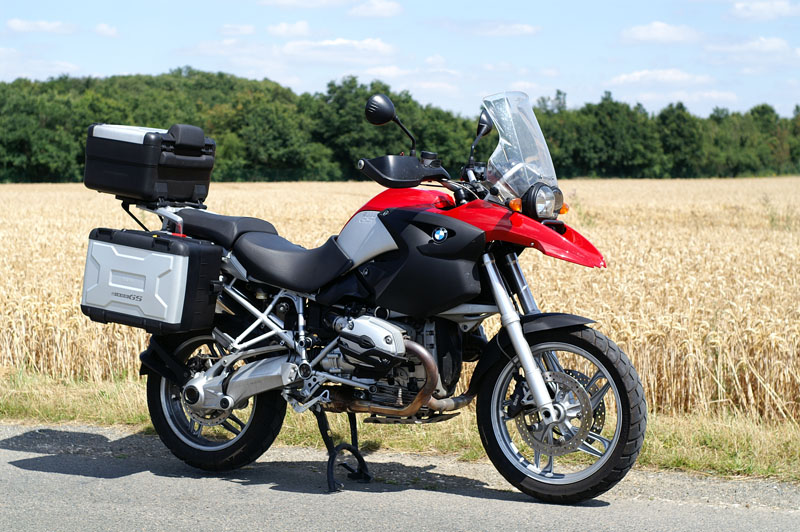
BMW R1200GS

Turystyczne enduro (and. Adventure tourer) to najnowszy typ motocykli dual-sport, które pozwalają na dalekie trasy, zarówno po szosach, jak i szutrze. Advence tourery mają wysoki prześwit, pojemne zbiorniki paliwa, silniki o dużej niezawodności. Wyposażone mogą być w systemy nawigacji GPS koła szprychowe z oponami typu "kostka", osłony (do ochrony silnika i układu przeniesienia napędu podczas jazdy na szutrach) i metalowe kufry. Zmodyfikowane adventure tourery są czasem wykorzystywane w zawodach sportowych jak Rajd Dakar. Typowymi seryjnymi adventure tourerami są dobrze sprzedające się BMW R 1200 GS, KTM 990 Adventure, Triumph Tiger Explorer i Suzuki DL 1000 V-Strom.
Pomimo że większość nowoczesnych adventure tourerów są motocyklami o dużej pojemności silnika, nie oznacza to, że musi tak być zawsze. Pierwszy zwycięzca Rajdu Dakar jechał na Yamaha XT500. Najnowszym ultralekkim jednoosobowym adventure tourerm jest CCM GP450. Kawasaki KLR650 także został sklasyfikowany jako adventure tourer i fabryczny dostarczany jest z kufrem. Nie ma dolnej granicy pojemności dla adventure touterów, przykładem może być Royal Enfield Himalayan z silnikiem o pojemności 410 cm³.

## Sport tourer

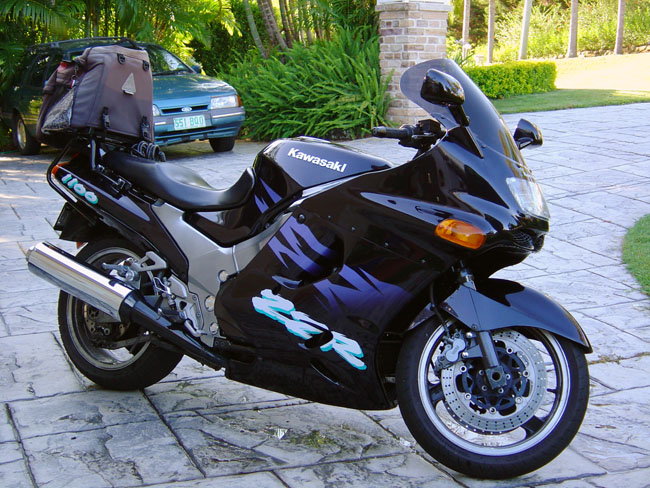
Kawasaki ZZR1100

Sportowo-turystyczny (ang. Sport tourer) to motocykl zwany także szosowym będący połączeniem motocykla turystycznego i sportowego, z którym dzieli wygląd. Motocykle tej grupy charakteryzują się wysokimi osiągami jak motocykle sportowe, jednak w przeciwieństwie do nich cechuje je komfort jazdy zbliżony do motocykli turystycznych: bardziej wyprostowana pozycja kierowcy, wygodniejsze siedzenie i zawieszenie zestrojone bardziej miękko. Motocykle tej grupy wykorzystywane są do tzw. szybkiej turystyki. Wśród tego segmentu znajdują się motocykle tj. Kawasaki ZZ-R 1100, Honda CBR 1100XX Blackbird, Suzuki Hayabusa czy Yamaha FJR 1300.